# Kjell Blomberg

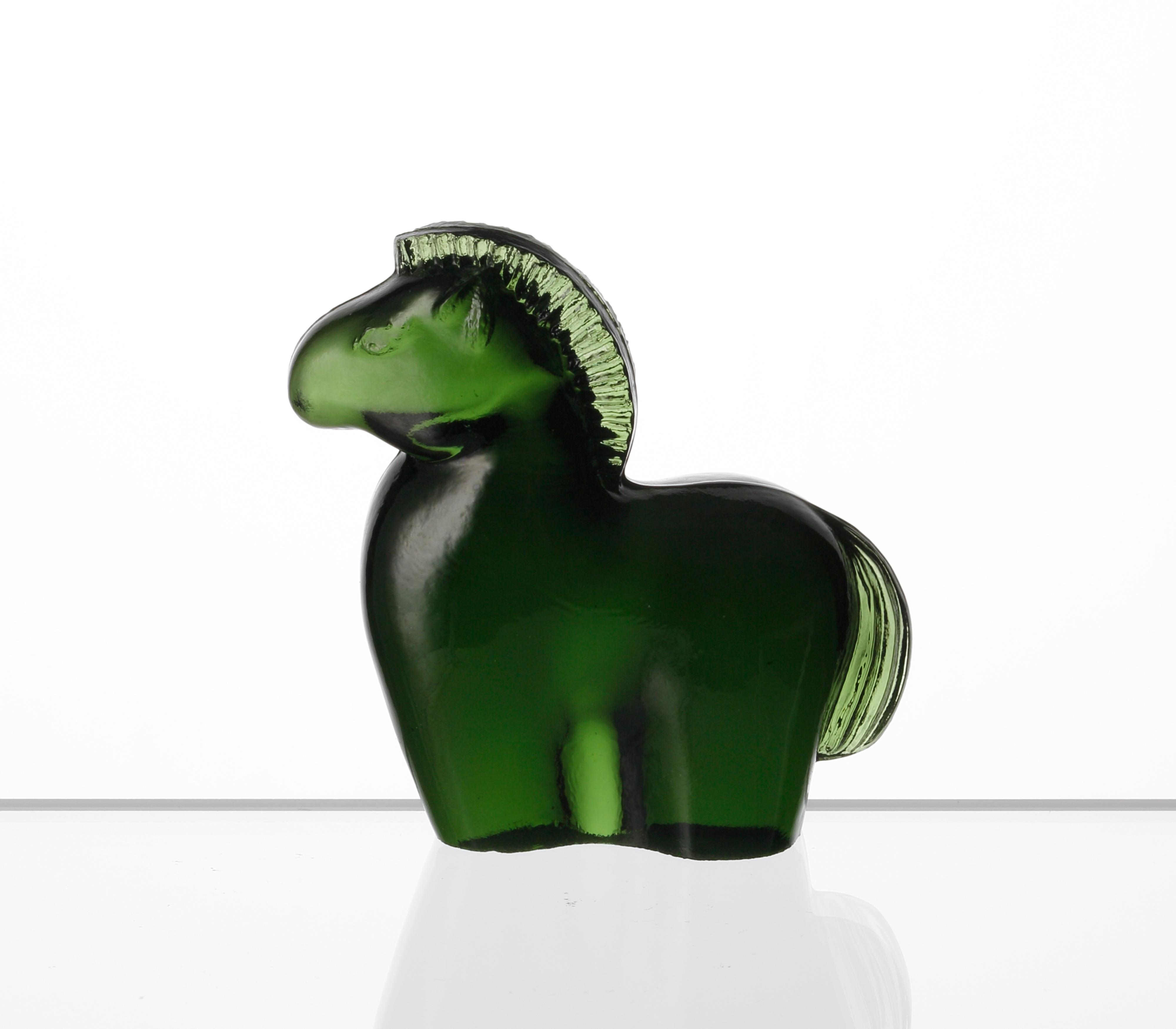
Grön glashäst formgiven av Kjell Blomberg för Gullaskrufs glasbruk 1955

Kjell Eber Blomberg, född 4 september 1931 i Engelbrekts församling, Stockholm, död 21 juni 1989 i Vaxholm, var bland annat formgivare vid Upsala-Ekeby AB och Gefle Porslinsfabrik 1952-1957, vid Gabriel-verken efter 1957, på Gullaskrufs glasbruk 1954-1977 och under åren 1973-1976 ordförande i Sveriges konsthantverkare och industriformgivare, KIF.